# Vandana Shiva
Vandana Shiva (em hindi:  वंदना शिवा) (Dehra Dun, 5 de novembro de 1952) é uma filósofa, física, ecofeminista e ativista ambiental indiana.
Ela é diretora da Fundação de Pesquisas em Ciência, Tecnologia e Ecologia, com sede em Nova Déli, e uma das líderes e diretoras do Fórum Internacional Sobre Globalização. Vandana discursou na cúpula da Organização Mundial do Comércio em Seattle, 1999, bem como no Fórum Econômico Mundial em Melbourne, 2000. É uma importante figura do movimento anti-globalização  e defensora do movimento de solidariedade global.
Vandana Shiva também é fundadora da Navdanya, organização não-governamental (ONG) que promove a biodiversidade de sementes, as plantações orgânicas e os direitos de agricultores. Seu trabalho defende a sabedoria de práticas tradicionais baseados na herança védica da Índia e a agrobiodiversidade e se opõe aos organismos geneticamente modificados (OMGs) e à monocultura.
É autora de diversos livros na sua área, dentre eles A Violência da Revolução Verde (1992) e Ecofeminismo (1993) com co autoria de Maria Miles, ambos traduzidos para o português.

## Biografia

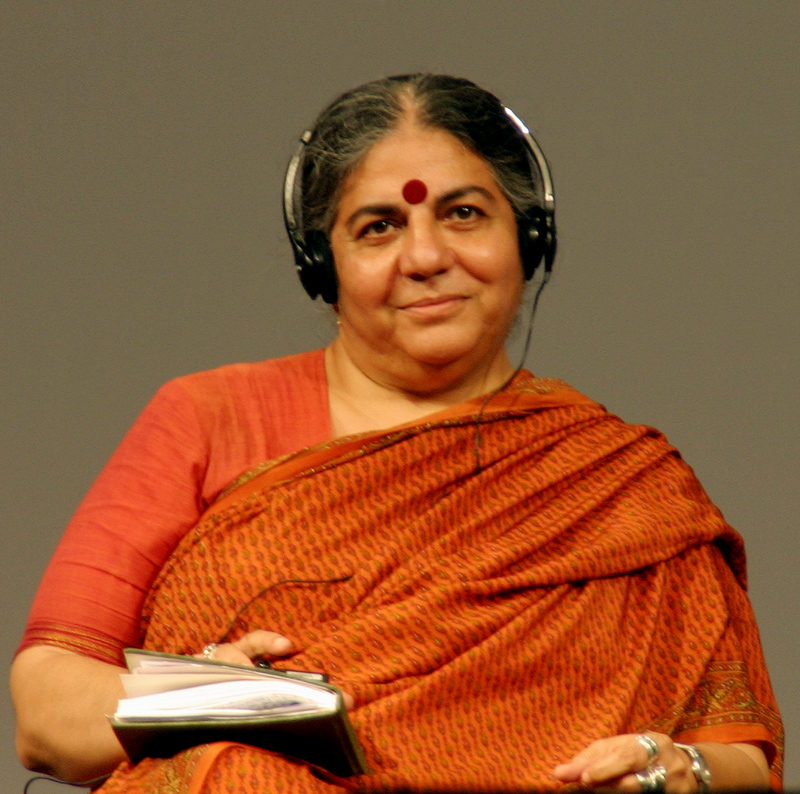
Vandana Shiva 2007 Colônia, Alemanha

Vandana Shiva nasceu em Dehradun. Foi educada na Escola de St Mary em Nainital, e no Convento de Jesus e Maria, Dehradun.
Ela estudou física na Universidade Panjab em Chandigarh , formando-se como bacharel em ciência em 1972 e mestre em ciência em 1974. Depois trabalhou brevemente no Bhabha Atomic Research Center antes de se mudar para o Canadá para cursar mestrado em Filosofia da Ciência na Universidade de Guelph (Ontário) em 1977, com uma tese intitulada "Mudanças no conceito de periodicidade da luz ".
Em 1978,  tirou seu PhD em física na Universidade de Western Ontario, com foco em filosofia da física. Sua dissertação foi intitulada "Variáveis ocultas e localidade na teoria quântica", no qual ela discutiu as implicações matemáticas e filosóficas de teorias variáveis ocultas que caem fora do âmbito do teorema de Bell. Mais tarde, ela passou a fazer pesquisa interdisciplinar em ciência, tecnologia e política ambiental no Indian Institute of Science e no Indian Institute of Management em Bangalore.

## Percurso
As principais temáticas no trabalho de Vandana são agricultura e alimentos. Os direitos de propriedade intelectual, biodiversidade, biopirataria, biotecnologia, bioética e engenharia genética estão entre os campos onde Shiva lutou através de campanhas ativistas. Ela colabora com organizações de base do  Movimento Verde na África, Ásia, América Latina, Irlanda, Suíça e Áustria com campanhas contra os avanços da engenharia genética no desenvolvimento agrícola.
Em 1982 cria a Fundação de Pesquisa para a Ciência, Tecnologia e Ecologia (RFSTE), uma organização de pesquisa de interesse público focada em questões ecológicas críticas dos nossos tempos. Isto levou à criação da Navdanya em 1991, um movimento nacional para proteger a diversidade e a integridade dos recursos vivos, especialmente as sementes nativas, a promoção da agricultura orgânica e do comércio justo.  Em 2004, Shiva começou Bija Vidyapeeth, um colégio internacional para a vida sustentável em Doon Valley, em colaboração com Schumacher College, U.K..
Na área dos direitos de propriedade intelectual e da biodiversidade, Shiva e sua equipe na Fundação de Pesquisa em Ciência, Tecnologia e Ecologia desafiaram a biopirataria de Neem, Basmati e Trigo.
Seu primeiro livro, Staying Alive (1988) ajudou a redefinir as percepções das mulheres do terceiro mundo. Em 1990,  escreveu um relatório para a FAO sobre Mulheres e Agricultura intitulado: "A maioria dos agricultores na Índia são mulheres". Ela fundou a unidade de gênero no Centro Internacional de Desenvolvimento da Montanha (ICIMOD) em Katmandu e foi membro do conselho fundador da Organização de Desenvolvimento das Mulheres e do Meio Ambiente (WEDO).
Shiva também atuou como conselheira de governos na Índia e no exterior, além de organizações não-governamentais, incluindo o Fórum Internacional sobre Globalização, a Organização para o Meio Ambiente e Desenvolvimento das Mulheres e a Rede do Terceiro Mundo. Shiva preside a Comissão sobre o Futuro da Alimentação criada pela Região da Toscana em Itália e é membro do Comitê Científico que assessorou o ex-primeiro-ministro Zapatero da Espanha. Ela é conselheira do World Future Council. Shiva serve no comitês de agricultura biológica na Índia.

## Ativismo
Vandana Shiva passou grande parte de sua vida na defesa e celebração da biodiversidade e conhecimento indígena. Ela trabalhou para promover a biodiversidade na agricultura para aumentar a produtividade, a nutrição, os rendimentos dos agricultores e é por este trabalho que ela foi reconhecida como uma "heroína ambiental" pela revista Time em 2003. Seu trabalho na agricultura começou em 1984 após a violência em Punjab e o que ficou conhecido como Desastre de Bhopal. Seus estudos para a Universidade das Organizações das Nações Unidas (ONU) levaram à publicação de seu livro  A Violência da Revolução Verde.
Em uma entrevista para David Barsamian, Shiva argumenta que o pacote químico-sementes promovido pela agricultura da Revolução Verde esgotou o solo fértil, destruiu ecossistemas vivos e impactou negativamente a saúde das pessoas. Em seu trabalho, Shiva cita dados demonstrando que hoje existem mais de1 400 pesticidas que podem entrar no sistema alimentar em todo o mundo,  porque apenas 1% dos pesticidas pulverizados agem sobre a praga alvo. Vandana Shiva, ao lado de sua irmã, a Dra. Mira Shiva, argumentam que os custos de saúde aumentaram com o uso de pesticidas e fertilizantes.

### Sementes Livres
A ideia central do trabalho de Shiva é a de sementes livres, ou a rejeição de patentes corporativas sobre as sementes. Ela fez campanha contra a implementação do Acordo sobre Aspectos dos Direitos de Propriedade Intelectual Relacionados ao Comércio (TRIPs) de 1994, que amplia o escopo das patentes para incluir formas de vida. Shiva chama o patenteamento da vida de "biopirataria", e tem lutado contra tentativas de patentes de várias plantas indígenas. Em 2005, Shiva ganhou uma batalha de 10 anos no Instituto Europeu de Patentes contra a biopirataria de Neem pelo Departamento de Agricultura dos EUA e pela corporação WR Grace. Em 1998, a organização de Shiva, Navdanya, iniciou uma campanha contra a biopirataria do arroz Basmati pela corporação norte-americana RiceTec Inc. Em 2001, após intensa campanha, a RiceTec perdeu a maior parte de suas reivindicações de patente.

### Arroz Dourado
Shiva opõe-se firmemente ao arroz dourado, uma raça de arroz que foi geneticamente modificada para biossintetizar o beta-caroteno, um precursor da vitamina A. Foi desenvolvido para fins puramente humanitários, tem o potencial de prevenir "entre meio milhão e três milhões de crianças pobres por ano "de se tornarem cegas, e ajudaria a aliviar a deficiência de vitamina A sofrida por 250 milhões de pessoas nos países em desenvolvimento. Contudo, Shiva afirmou que as mulheres de Bengala cultivam e comem 150 verduras que podem fazer o mesmo. Foi apontado que "os nutricionistas da UNICEF duvidavam que fosse fisicamente possível obter suficiente vitamina A dos verdes que Shiva estava recomendando". Patrick Moore (Ex-presidente do Greenpeace Canadá)  escreve que a maioria destes 250 milhões de crianças não comem muito mais do que uma tigela de arroz por dia.

Shiva afirma que o Arroz Dourado é mais prejudicial do que benéfico em sua explicação do que ela chama de "embuste de Arroz Dourado": 
"Infelizmente, o arroz com vitamina A é uma farsa e trará mais controvérsia para a engenharia genética de plantas onde exercícios de relações públicas parecem ter substituído a ciência na promoção de tecnologia não testada, não provada e desnecessária ... Esta é uma receita para criar fome e desnutrição, não resolvê-la ".

### OGMsna Índia e os suicídios
De acordo com Shiva, "Os preços de sementes em alta na Índia resultaram em muitos agricultores atolados em dívidas e se voltando para o suicídio". A criação de monopólios de sementes, a destruição de alternativas, a arrecadação de super lucro sob a forma de royalties e a crescente vulnerabilidade das monoculturas criaram um contexto de dívidas, suicídios e aflições agrárias. De acordo com dados do governo indiano, cerca de 75 por cento da dívida rural é devido aos insumos adquiridos. Shiva afirma que a dívida dos agricultores cresce à medida que os lucros das corporações organismos geneticamente modificados crescem. De acordo com Shiva, é nesse sentido sistêmico que as sementes OGM são as do suicídio.
No entanto, os suicídios dos agricultores começaram a crescer antes da introdução das sementes organismos geneticamente modificados, e o crescimento diminuiu quando as sementes OGM foram introduzidas. O Instituto Internacional de Pesquisa em Políticas Alimentares (IFPRI) analisou duas vezes artigos acadêmicos e dados governamentais e concluiu a diminuição e que não havia evidências sobre o "ressurgimento" de suicídios de agricultores, a tecnologia de algodão OGMs tem sido muito eficaz na Índia e houve muitas outras  para os suicídios.
Shiva respondeu a essas afirmações de que seus críticos haviam reduzido a questão aos algodões organismos geneticamente modificados e ignorado a questão dos monopólios de sementes e que os números de suicídio eram das estatísticas governamentais dos registros do National Bureau of Crime.

## Ecofeminismo

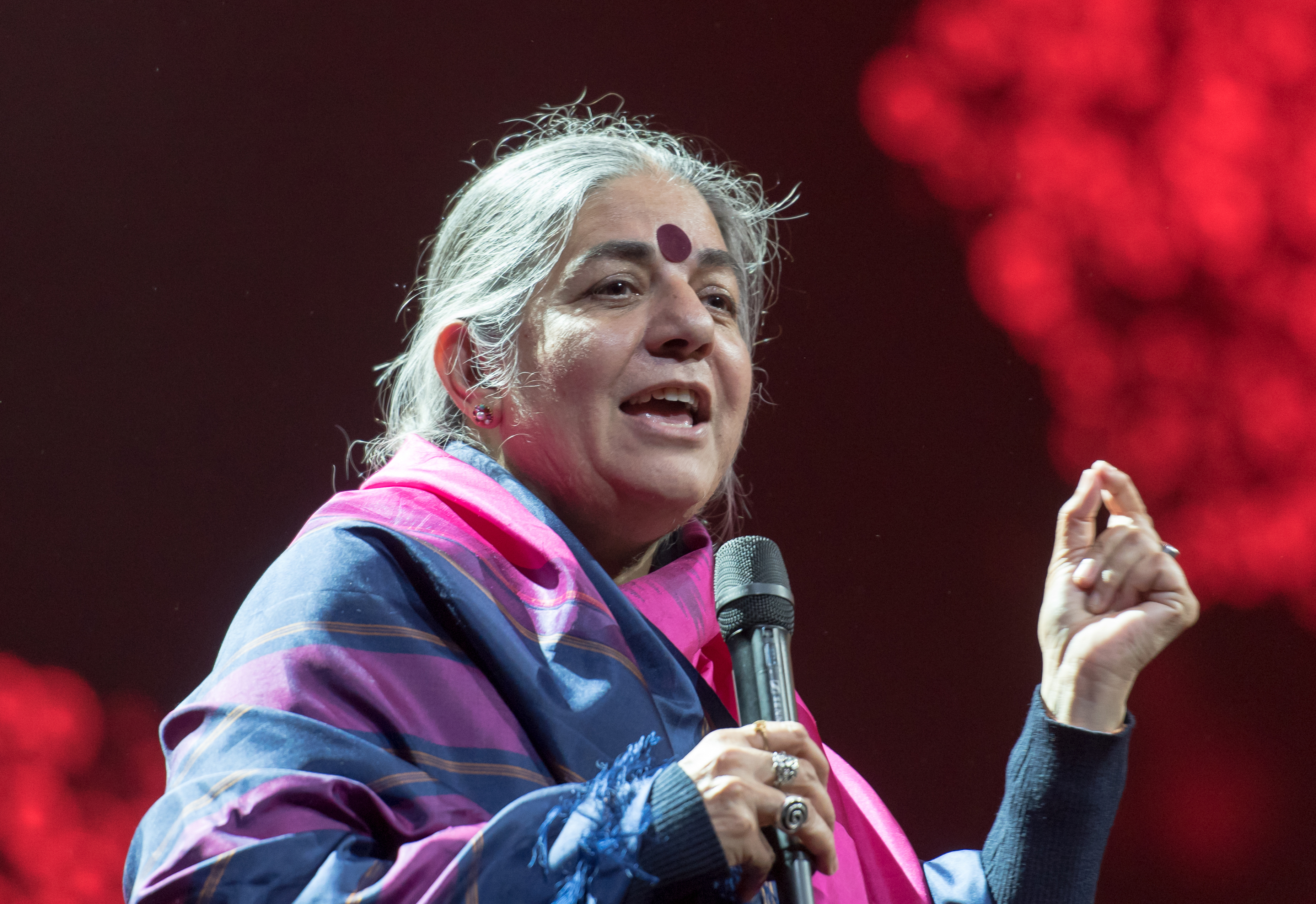
Vandana Shiva no Global Citizen Festival

Vandana Shiva desempenha um papel importante no movimento ecofeminista global. De acordo com seu artigo de 2004 Empowering Women, Shiva sugere que uma abordagem mais sustentável e produtiva para a agricultura pode ser alcançada através de restabelecer o sistema de agricultura na Índia que é mais centrado nas mulheres envolvidas. Ela combate a "lógica patriarcal da exclusão", afirmando que um sistema centrado na mulher mudaria o sistema atual de uma maneira extremamente positiva. Ela acredita que a destruição ecológica e as catástrofes industriais ameaçam a vida cotidiana e a manutenção desses problemas se tornou responsabilidade das mulheres.

## Crítica
O jornalista investigativo Michael Spectre, em um artigo publicado em The New Yorker, em 25 de agosto de 2014, intitulado "Seeds of Doubt", levantou preocupações sobre várias reivindicações de Shiva a respeito de OGMs. Em 1999, dez mil pessoas morreram e milhões foram deixados sem casa quando um ciclone atingiu o estado costeiro de Orissa, na Índia. Quando o governo dos EUA despachou grãos e soja para ajudar a alimentar as vítimas desesperadas, Shiva realizou uma conferência de imprensa em Nova Deli e disse que a doação era a prova de que "os Estados Unidos tem usado as vítimas de Orissa como cobaias" para produtos geneticamente modificados, embora ela não fez menção ao fato de que aqueles os mesmos produtos são aprovados e consumidos nos Estados Unidos. Ela também escreveu para a agência de ajuda internacional Oxfam para dizer que ela esperava que não estivessem planejando enviar alimentos geneticamente modificados para alimentar os sobreviventes famintos." Shiva respondeu ao artigo de Michael Specter, publicando uma seção em sua página na web em parte de que ela declarou: "Para o registro, desde que eu processei Monsanto em 1999 por seus testes de algodão Bt ilegal na Índia, recebo ameaças de morte e o cerco contra mim nos últimos dois anos[..] é um sinal de que a indignação global contra o controle sobre nossas sementes e alimentos, pela Monsanto através de OGMs, está causando o pânico da indústria biotecnológica"." Specter respondeu publicando uma carta no New Yorker.
O jornalista Keith Kloor, em um artigo publicado na Discover em 23 de outubro de 2014, intitulado "O rico fascínio de uma campeã camponesa", revelou que Shiva cobra US$ 40 000 por aula, além de um bilhete aéreo de classe executiva de Nova Deli. Kloor escreve: "Ela é freqüentemente anunciada como um "incansável defensora dos pobres ", alguém que corajosamente tomou seu lugar entre os camponeses da Índia. Note-se, entretanto, que esta campeã dos oprimidos não vive exatamente o estilo de vida de um camponês".

## Reconhecimentos e Prémios[2]
- 1993 - Prêmio Right Livelihood[34]
- 2010 - Prémio Sydney da Paz[35]
- 2019 - É uma das 100 Mulheres da lista da BBC.[36]

## Obras
- 1981, Impacto Econômico e Ecológico Social da Silvicultura Social em Kolar  , Vandana Shiva, H.C. Sharatchandra, J. Banyopadhyay, Indian Institute of Management Bangalore
- 1986, Chipko: Resposta Civilizacional da Índia à Crise Florestal , J. Bandopadhyay and Vandana Shiva, Indian National Trust for Art and Cultural Heritage . Pub. by INTACH
- 1987, O Movimento Chipko O Movimento de Chipko Contra a Pedreira de Calcário em Doon Valley , J. Bandopadhyay and Vandana Shiva, Lokayan Bulletin, 5: 3, 1987, pp.  19–25 online
- 1988,  Permanecendo Vivo: Mulheres, Ecologia e Sobrevivência na Índia , Zed Press, New Delhi, ISBN 0-86232-823-3
- 1991, Ecologia e a Política de Sobrevivência: Conflitos sobre os Recursos Naturais na Índia , Sage Publicações, Thousand Oaks, California, ISBN 0-8039-9672-1
- 1992, A violência da  Revolução Verde:  A degradação ecológica eo conflito político no Punjab , Zed Press, Nova Deli
- 1992, Biodiversidade: Perspectivas Sociais e Ecológicas ; Zed Press, United Kingdom
- 1993, Women, Ecology and Health: Rebuilding Connections (editor), Fundação Dag Hammarskjöld  e Kali para Mulheres , New Delhi
- 1993, Monoculturas da Mente: Biodiversidade, Biotecnologia e Agricultura , Zed Press, New Delhi
- 1993, Ecofeminismo , Maria Mies e Vandana Shiva, Fernwood Publicacões, Halifax, Nova Scotia, Canadá, ISBN 1-895686-28-8
- 1994, Perto de casa: as mulheres reconectam ecologia,saúde e desenvolvimento em todo mundo , Earthscan, London, ISBN 0-86571-264-6
- 1995, Biopolitica (com Ingunn Moser), Zed Books, United Kingdom
- 1997, Biopirataria :a Pilhagem da Natureza e do Conhecimento , South End Press , Cambridge Massachusetts, I ISBN 1-896357-11-3
- 2000, Colheita Roubada: O Seqüestro do Abastecimento Global , South End Press , Cambridge Massachusetts, ISBN 0-89608-608-9
- 2000,  Biodiversidade de amanhã , Thames and Hudson, London, ISBN 0-500-28239-0
- 2001, Patentes, Mitos e Realidade , Penguin India
- 2002,  Guerras da Água; Privatização, Poluição e Lucro , South End Press , Cambridge Massachusetts
- 2005,  India Dividida , Seven Stories Press,
- 2005, As Novas Guerras da Globalização: Semente, Água e Formas de Vida Women Unlimited, New Delhi, ISBN 81-88965-17-0
- 2005, Democracia da Terra; Justiça, Sustentabilidade e Paz , South End Press , ISBN 0-89608-745-X
- 2007, Manifestos sobre o Futuro da Comida e da Semente , editor, South End Press ISBN 978-0-89608-777-4
- 2007,  Democratizando a Biologia: Reinventando a Biologia de uma Perspectiva Feminista, Ecológica e do Terceiro Mundo  , author, Paradigm Publishers ISBN 978-1-59451-204-9
- 2008, Óleo no solo não  , South End Press ISBN 978-0-89608-782-8
- 2010, Permanecendo Vivo , South End Press ISBN 978-0-89608-793-4
- 2011, Biopirataria: O Pilhagem da Natureza e do Conhecimento  , Natraj Publishers, ISBN 978-8-18158-160-0
- 2011, Monoculturas da Mente: Perspectivas sobre a Biodiversidade , Natraj Publishers, ISBN 978-8-18158-151-8
- 2013, Fazendo a paz com a TerraPluto Press ISBN 978-0-7453-33762